# Bonndorf im Schwarzwald
Bonndorf im Schwarzwald är en stad i Landkreis Waldshut i regionen Schwarzwald-Baar-Heuberg i Regierungsbezirk Freiburg i förbundslandet Baden-Württemberg i Tyskland. Staden ligger nära gränsen till Schweiz och är mest känd för sin "Fastnacht" festival som hålls strax innan askonsdagen. I Bonndorfs stadspark finns även den välkända Arkimedesskruven som exemplar för mänsklighetens vetenskapliga historia.
Staden ingår i kommunalförbundet Bonndorf im Schwarzwald tillsammans med kommunen Wutach.